# Nathi Mthethwa
Nkosinathi Emmanuel „Nathi“ Mthethwa (* 23. Januar 1967 in Natal) ist ein südafrikanischer Politiker des African National Congress (ANC). Er war von 2009 bis 2014 Polizeiminister. 2014 wurde er Minister für Kunst und Kultur (Minister of Arts and Culture), 2019 Minister für Sport, Kunst und Kultur (Minister of Sports, Arts and Culture).

## Leben
Nach dem Schulbesuch absolvierte Mthethwa ein Studium im Fach Gemeindeentwicklung an der Universität von Natal, das er mit einem Diplom abschloss. Weiterhin absolvierte er ein Studium im Fach Montanwissenschaften an der Universität Johannesburg und beendete dieses mit einem Zertifikat. Ein weiteres Studium im Fach Kommunikation und Führungswesen an der Rhodes-Universität in Grahamstown schloss er mit einem weiteren Zertifikat ab.
Bereits während seiner Schulzeit engagierte er sich zwischen 1982 und 1983 in der – damals illegalen – ANC Youth League in Klaarwater und war später von 1987 bis 1989 deren Vorsitzender. Während dieser Zeit begann er auch seine berufliche Laufbahn als Organisator bei der Gewerkschaft für Beschäftigte der Lebensmittelindustrie (Food and Allied Workers Union) und übte diese Tätigkeit zwischen 1988 und 1989 aus.
Anschließend war er von 1989 bis 1990 sowohl Vorsitzender der Gewerkschaft der nichterwerbstätigen Arbeiter (Unemployed Workers Union) im Süden der damaligen Provinz Natal als auch Sekretär des dortigen South African Youth Congress. Seit 1990 ist er Sekretär der ANC-Zweigstelle in Klaarwater. Daneben war er zwischen 1990 und 1992 Regionalsekretär der ANC Youth League in Süd-Natal, ehe er 1994 in die nationale Zentrale der ANC Youth League wechselte, in der er zehn Jahre lang bis 2004 Sekretär des Nationalen Exekutivkomitees für Organisation war. Während dieser Zeit war er zugleich zwischen 2001 und 2002 auch Mitglied des Nationalen Organisationsteams des ANC.
Mthethwa war zwischen 2004 und 2008 Vorsitzender des südafrikanischen Portfolioausschusses für Mineralien und Energie sowie 2008 Chief Whip des ANC.
Vom 25. September 2008 bis 10. Mai 2009 diente er als Minister of Safety and Security (Sicherheitsminister) in der nationalen Regierung Südafrikas.
Er wurde nach der Wahl von Jacob Zuma zum neuen Staatspräsidenten Südafrikas von diesem am 10. Mai 2009 zum Polizeiminister im Kabinett Zuma ernannt. 2010 gehörte er in dieser Funktion auch zum Direktorium des Organisationskomitees bei der Fußball-Weltmeisterschaft 2010 in Südafrika.
Am 26. Februar 2012 widersprach er Gerüchten, dass er für das Amt des Generalsekretärs des ANC und damit gegen den bisherigen Amtsinhaber Gwede Mantashe kandidieren würde.
Am 14. Juni 2012 ernannte er mit General Mangwashi Victoria „Riah“ Phiyega die erste Frau an der Spitze der südafrikanischen Polizei. Die Ernennung wurde jedoch kritisiert, da Mangwashi Phiyega nicht aus dem Polizeidienst stammt, sondern in der Wirtschaft tätig war. Bis zum 25. Mai 2014 war Mthethwa Polizeiminister, Nachfolger in diesem Amt wurde Nkosinathi Nhleko. Seit dem 26. Mai 2014 ist er Minister of Arts and Culture („Minister für Kunst und Kultur“) und gehörte in dieser Position auch dem Kabinett Ramaphosa I an. Im Kabinett Ramaphosa II ist er Minister of Sports, Arts and Culture.